# Schoolvak
Een schoolvak of leervak is een onderdeel van het geheel aan kennis en vaardigheden die via onderwijs aan de leerling worden aangebracht. Afhankelijk van het schooltype volgt een leerling verschillende vakken. In het basisonderwijs wordt ook gesproken van vormingsgebieden.

## Indeling
Elk leervak vraagt een specifieke deskundigheid van diegene die het leervak aanbrengt. Hoe dieper men in de kennis van een vak doordringt, hoe grondiger de vorming van de lesgever moet zijn.
- In het basisonderwijs worden de basiskennis en -vaardigheden van rekenen, lezen, spellen, schrijven aangebracht, zodat één leerkracht meerdere vakken kan geven.
- In het voortgezet (secundair) onderwijs, en zeker in het hoger onderwijs heeft elk vak zijn eigen docent, met passende onderwijsbevoegdheid.
- Om overdreven specialisatie tegen te gaan, worden vakken echter soms ook "geïntegreerd" aangebracht.
  - Zo is "Maatschappelijke vorming" (mavo) een samenvoeging van onderwerpen uit aardrijkskunde, geschiedenis, maatschappijleer, economie; daarbij worden ook nog taalbeheersing en rekentechnieken ingeoefend.
  - ICT-vaardigheden worden niet noodzakelijk als afzonderlijk vak gedoceerd, maar komen bijvoorbeeld in het mbo of technisch secundair onderwijs in meerdere vakken aan bod.
- Daarnaast zijn er ook "vakoverschrijdende eindtermen" (VOET): attitudes en vaardigheden die doorheen verschillende vakken worden aangebracht, zoals bijvoorbeeld het "leren leren".

## Nederland
Een schoolvak kan uit meerdere typen en niveaus bestaan. Zo bestaan er in de bovenbouw van de havo en het vwo meerdere soorten wiskunde: wiskunde A, wiskunde B, wiskunde C en wiskunde D. Wiskunde D kan alleen gekozen worden in combinatie met wiskunde B.

### Schoolvakken
- Aardrijkskunde (KGK) (WO) (AK)
- Algemene Natuurwetenschappen (ANW)
- Arabisch (ARA)
- Biologie (BIO)
- Beeldende vorming
- Bedrijfseconomie (BECO)
- Bewegen, Sport en Maatschappij (BSM)
- Chinees
- Culturele en Kunstzinnige Vorming (CKV)
- Drama
- Duits (DU)
- Economie (ECO)
- Bedrijfskunde (BK)
- Engels (EN)
- Filosofie
- Frans (FR)
- Geschiedenis (GES)
- Godsdienst
- Godsdienst, Maatschappijleer en Filosofie (GMF)
- Griekse taal en cultuur (GTC)
- Handvaardigheid
- Oudgrieks
- Informatica (INFO)
- Italiaans (ITA)

- Klassieke Culturele Vorming (KCV)
- Latijnse taal en cultuur (LTC)
- Letterkunde (Literatuur)
- Levensbeschouwing
- Lichamelijke opvoeding (Gymnastiek) (Gym)
- Maatschappijleer (MAAT)
- Maatschappijwetenschappen
- Mens en Natuur (M&N)
- Muziek (MU)
- Natuurkunde (NA)
- Natuurwetenschappen (NAW)
- Nederlands (NE)
- Natuur, Leven en Technologie (NLT)
- Russisch (RUS)
- Scheikunde (SCH)
- Spaans (SP)
- Techniek (TECH)
- Tekenen
- Textiele vormgeving (TVG)
- Turks (TUR)
- Verzorging
- Wereldbeeld en Taal (WBT)
- Wiskunde (WIS) (WI)
- Rekenen (REK)

## Vlaanderen
In Vlaanderen worden de studierichtingen in het secundair onderwijs bepaald door de aangeboden vakken. De vakken worden onderverdeeld in drie groepen:
- gemeenschappelijke vakken. Dit zijn vakken die in alle studierichtingen van dezelfde onderwijsvorm in alle studierichtingen voorkomen, hoewel niet steeds met evenveel lestijden. Voor de tweede graad van het aso bijvoorbeeld zijn dat:
  - Nederlands
  - Frans
  - Natuurwetenschappen
  - Engels
  - Duits
  - Geschiedenis
  - Aardrijkskunde
  - Lichamelijke opvoeding
  - Biologie
  - Chemie
  - Fysica
  - Wiskunde
  - Godsdienst: katholieke godsdienst, protestantse godsdienst, orthodoxe godsdienst, anglicaanse godsdienst, joodse godsdienst en islam
  - Niet-confessionele zedenleer (enkel in overheidsscholen)
- richtingsspecifieke vakken, die de eigenheid van de studierichting bepalen:
  - Economie
  - Klassieke studiën (Oudgrieks, Latijn, ...)
  - Gedragswetenschappen en cultuurwetenschappen
  - Lichamelijke opvoeding
  - bij een aantal richtingen wordt de eigenheid van de studierichting bepaald door van sommige vakken meer lestijden in te richten: wiskunde, wetenschappen, talen.
- complementaire vakken: enkele lestijden die de school zelf kan invullen, hetzij met uitdieping (meer lestijden van een vak) hetzij met een bijkomend vak, bijvoorbeeld:
  - Muzikale opvoeding
  - Plastische opvoeding
  - Bedrijfseconomie
  - Dactylo/tekstverwerking
  - Informatica
  - Spaans/Italiaans/Arabisch
  - Dierenzorg
  - Tuinbouw
  - Milieu
  - Dierenkennis
  - Praktijk
  - Plantenkennis

In de derde graad (5e en 6e leerjaar secundair onderwijs) vermindert het aandeel van de gemeenschappelijke vakken ten voordele van het aantal lestijden voor de richtingsspecifieke en complementaire vakken.
Ook in het tso en kso en vooral het bso is het aandeel van de gemeenschappelijke vakken ten opzichte van de richtingsspecifieke vakken kleiner.